# Keude Pante Breuh
Keude Pante Breuh is een bestuurslaag in het regentschap Aceh Utara van de provincie Atjeh, Indonesië. Keude Pante Breuh telt 420 inwoners (volkstelling 2010).